# Chaves do Céu

O Brasão do Papado e do Vaticano, com as chaves do céu cruzadas, a chave de prata simboliza o poder de desligar a Terra ao Céu, a chave de ouro simboliza o poder de ligar a Terra ao Céu.

As Chaves do Reino dos Céus (em latim na versão vulgata da Bíblia: Claves regni caelorum), também chamadas de Chaves do Reino de Deus, Chaves do Céu ou Chaves de São Pedro é um termo utilizado na Bíblia, em uma afirmação de Jesus ao Apóstolo Pedro, no Evangelho de Mateus, 16,19:
| “ | Eu te darei as chaves do Reino dos Céus e o que ligares na terra será ligado nos céus, e o que desligardes na terra, será desligado nos céus. | ” |
|   | — Tradução da Bíblia de Jerusalém. |   |

Existem diferentes interpretações sobre o significado desse termo, dependendo da denominação cristã. O Catolicismo refere-se às implicações da expressão como o "poder das Chaves" (potestas clavium), designando a autoridade suprema que Cristo concedeu a São Pedro, e a seus sucessores, os Papas, para governar a Igreja, os termos usado a seguir, "ligar" e "desligar" são duas expressões técnicas da linguagem dos rabinos que referem-se a "proibir" e "permitir" e "condenar" ou "absolver", ou seja, refere-se ao domínio disciplinar da excomunhão, e as decisões doutrinais ou jurídicas. Na heráldica a primeira chave, à direita, de ouro, faz referência ao poder que se estende ao reino dos céus; a segunda, à esquerda, de prata, simboliza a autoridade espiritual do papado sobre a terra. Afirma-se que as duas chaves denotam a autoridade dada por Cristo a São Pedro e seus sucessores, e devido a isso, os brasões dos Papas são tradicionalmente caracterizados por possuírem as chaves do céu.

## Significados e Interpretações
Para entender o significado das chaves, devemos voltar alguns livros, até o livro de Isaías, mais exatamente, no capítulo 22, versículos 19 ao 23. Nesse trecho, podemos observar que o profeta nos fala de um mordomo, adminstrador do palácio, que recebe deste uma chave. No sentido do texto, temos Sobna, mordomo do palácio do rei, revela-se como um administrador negligente, focado apenas em sua própria grandiosidade, resultando em sua destituição.  Por meio do oráculo, Deus anuncia que removerá Sobna de sua posição e nomeará Eliacim, filho de Helcias, como seu sucessor. Eliacim, este, que será um bom mordomo. 
Ao compararmos essa parte com os Evangelhos, vamos observar que o mordomo colocado era São Pedro, um administrador bom e fiel.  Então, segundo a tradição da Igreja, as chaves do céu foram instrumentos dados a Pedro por Jesus, que é o dono da casa, ou falando mais especificamente, do paraíso.  Para Pedro, foi dada a autoridade para administrar essa casa. Não só a ele, mais para toda a sua sucessão, ou o orgão criado por ele, a Santa Igreja. Concluindo, igual a administração da casa foi dada para o bom mordomo Eliacim, a administração da casa de Deus foi dada para Pedro. Falando de outra forma, “as chaves do reino dos céus”, é a capacidade levar as pessoas para o reino, através da pregação do evangelho (da palavra); e, a expressão “ligar e desligar”, deve ser interpretada como “permitir e proibir”, e se refere a autoridade da igreja de exercer disciplina, se preciso for, sempre em conformidade com o que Deus já estabeleceu. 

### Fonte Bíblica
Versículos bíblicos associados com Pedro e sua posição de autoridade:
- Isaías 22:19-23
- Mateus 10:2
- Mateus 16:18-19
- Lucas 22:32
- João 21:17
- Atos 2:14
- Atos 10:46
- Gálatas 1:18

Versículos bíblicos associados com a transferência de poder de papa para papa:
- Atos 1:20
- Atos 6:6
- Atos 13:3
- Atos 8:18
- Atos 9:17
- 1 Timóteo 4:14
- 1 Timóteo 5:22
- 2 Timóteo 1:6

## Na cultura popular
Na Cultura popular muitas vezes São Pedro é retratado como o guardião do céu, controlando as suas portas com as referidas chaves, e, por consequência, em momentos de chuva se costuma brincar, rogando a Pedro para que a chuva continue ou pare. Diz-se que quando chove é porque São Pedro resolveu arrumar o céu e que está lavando o chão. Além do que dizem sobre os trovões, seria porque São Pedro está "arrastando os móveis". Também pode ser porque ele está com a "barriga roncando de fome".

## Representação na arte

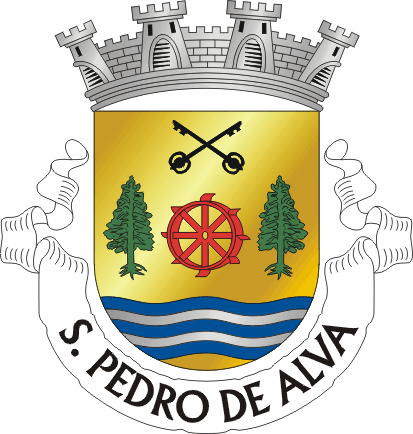
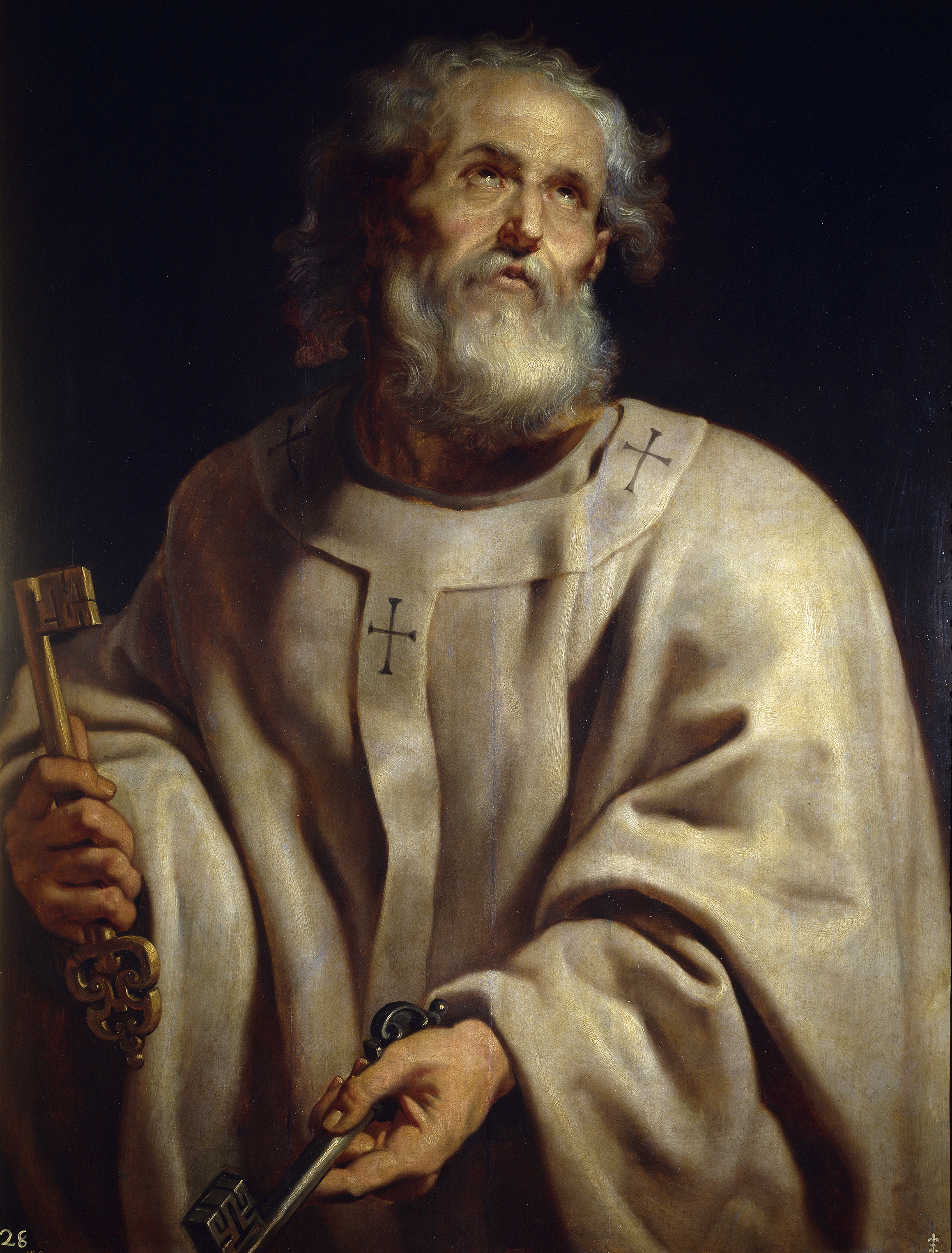
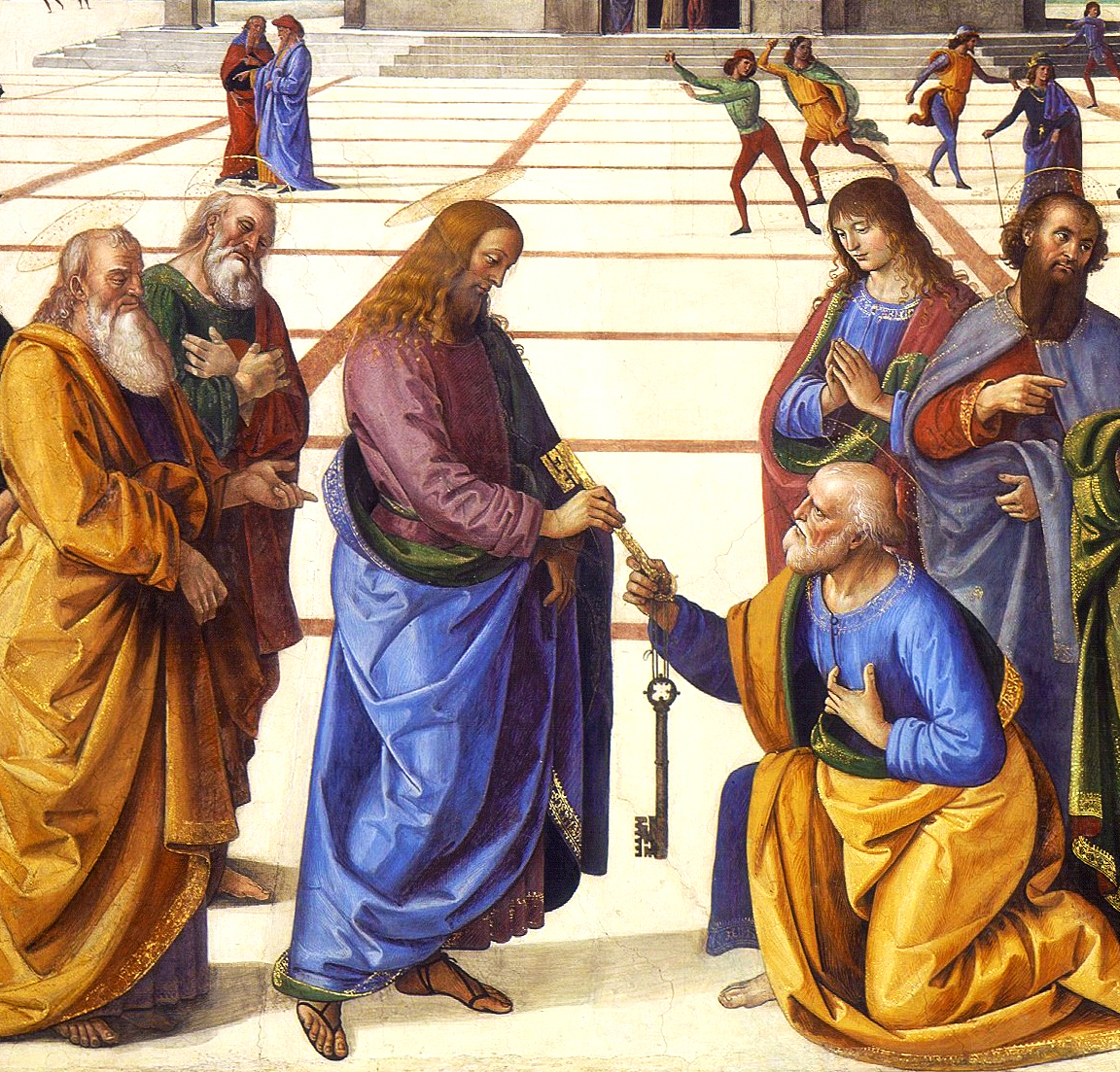
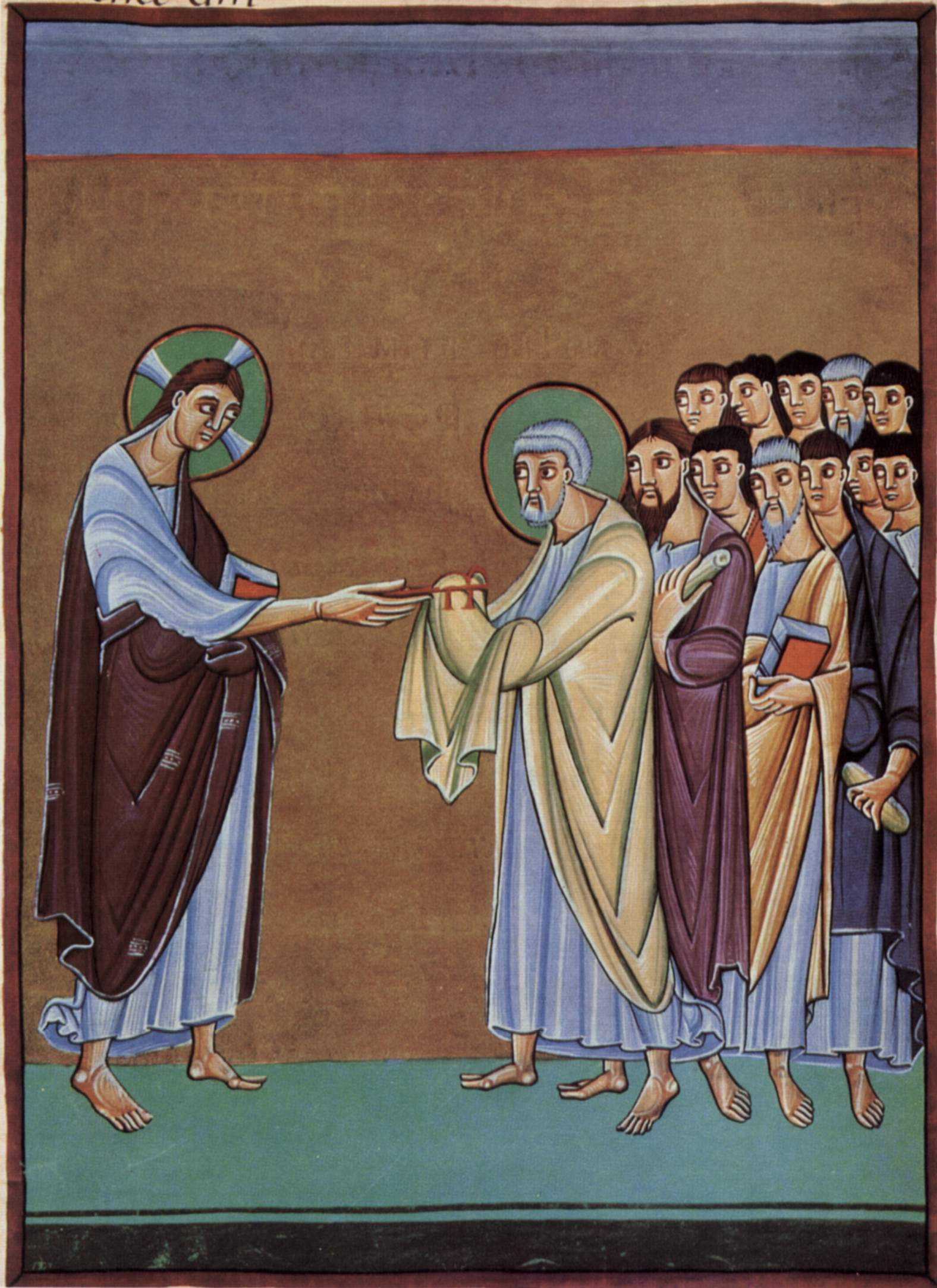
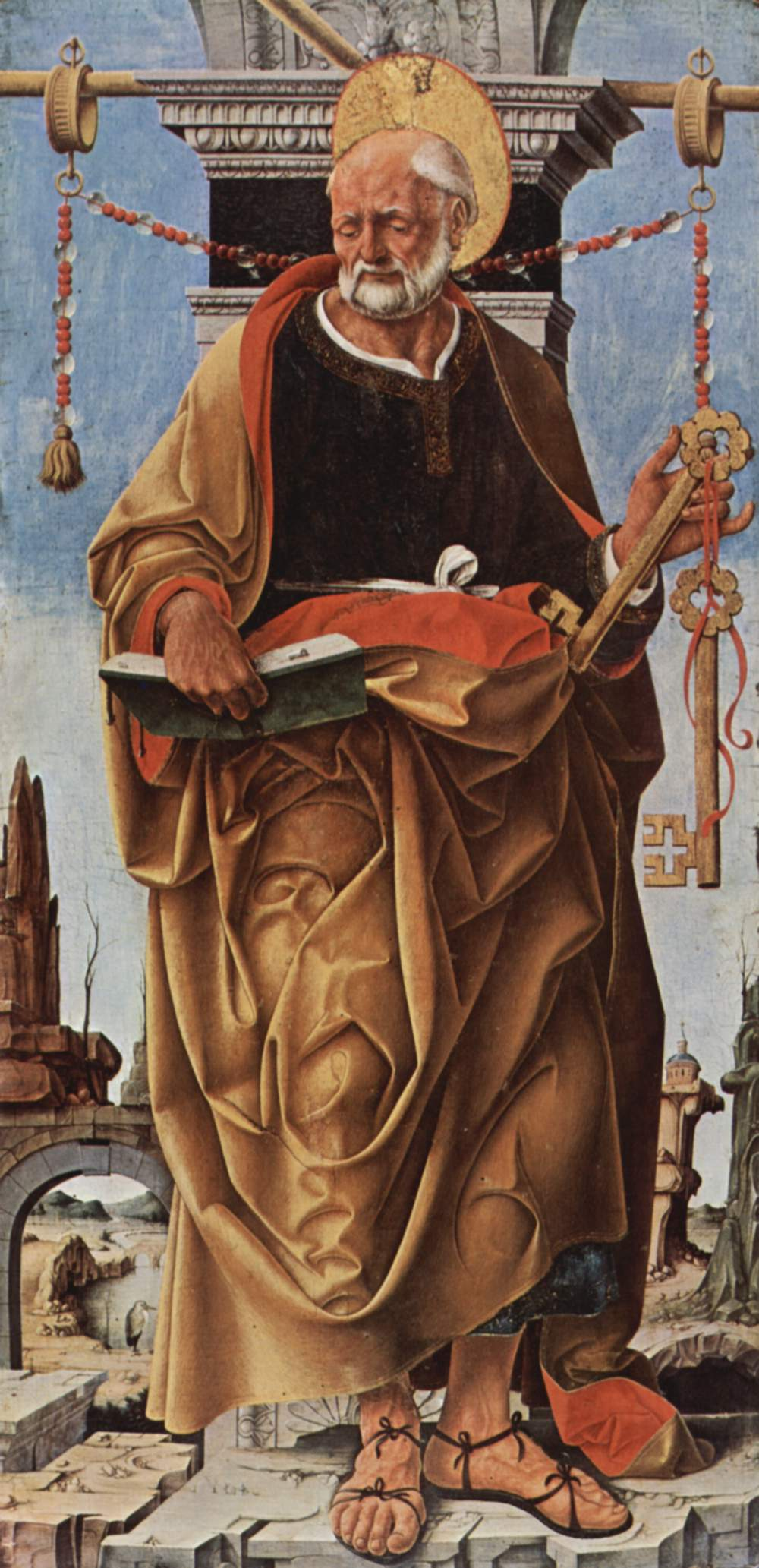
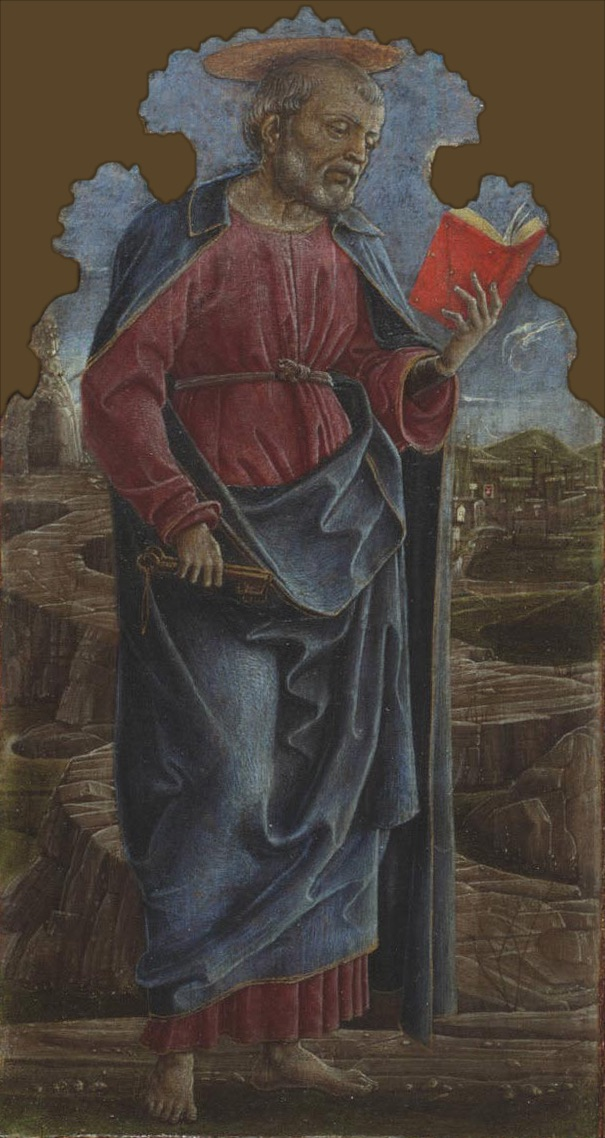
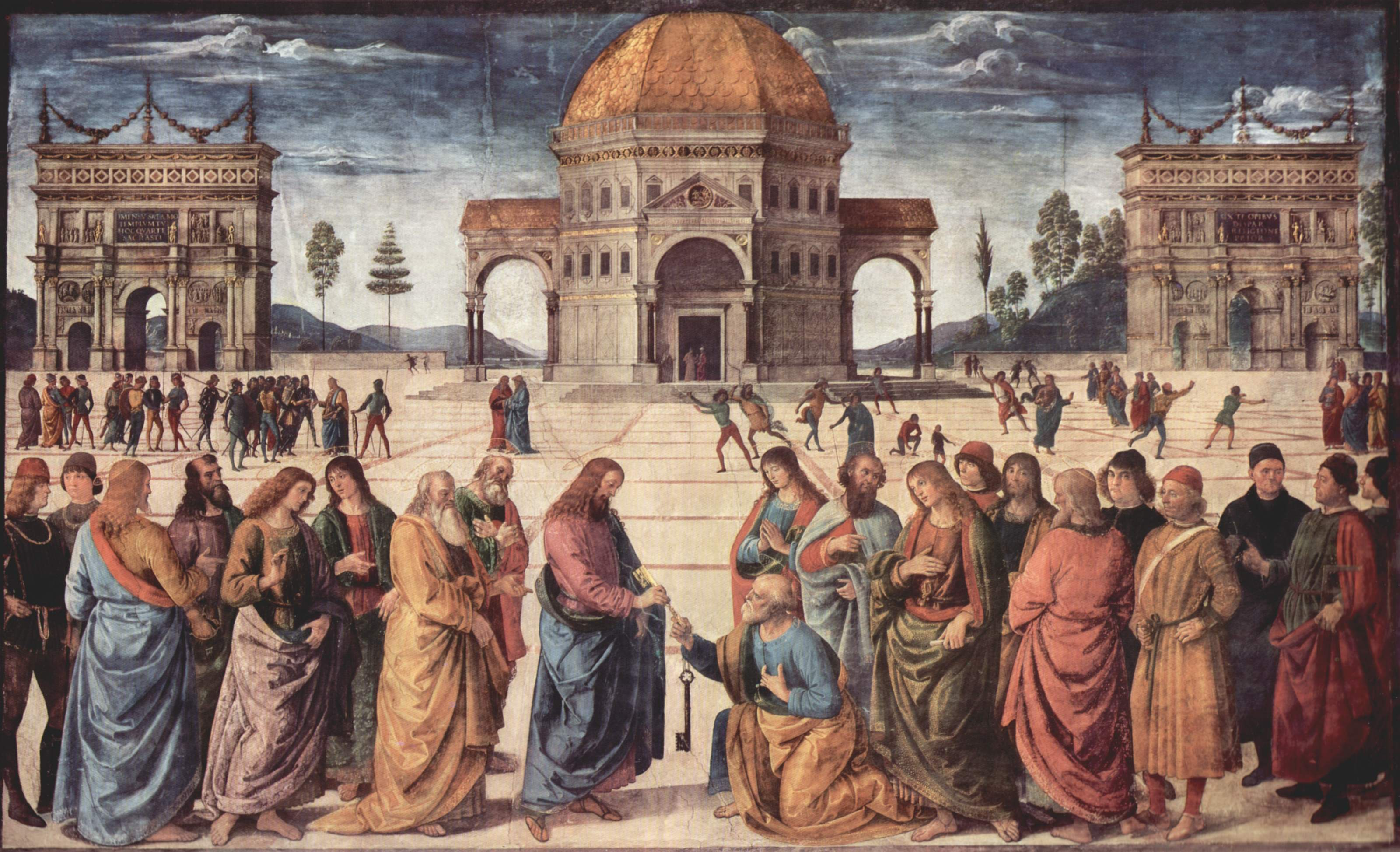
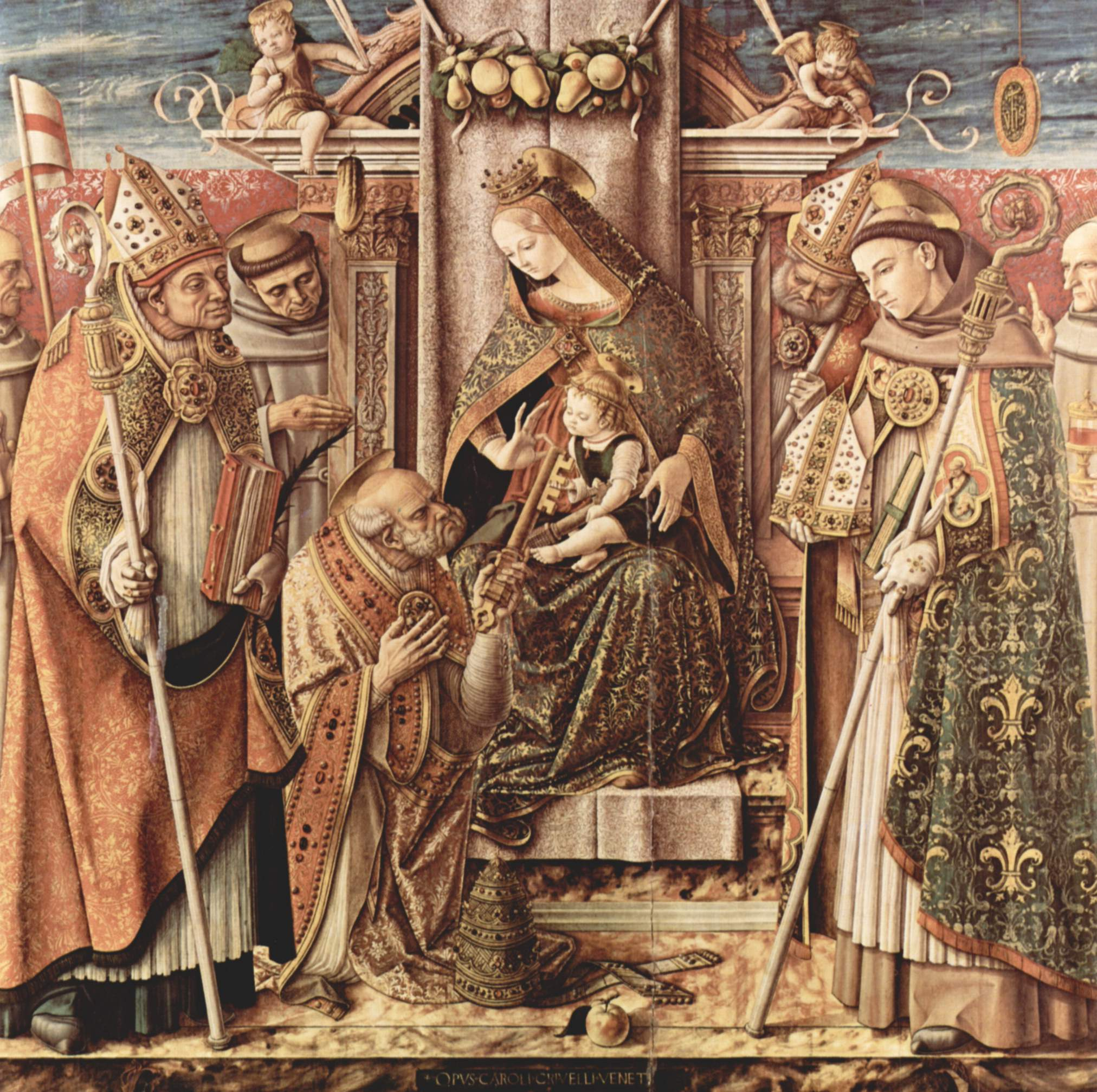
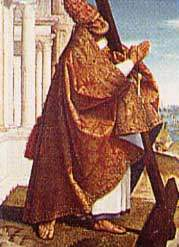
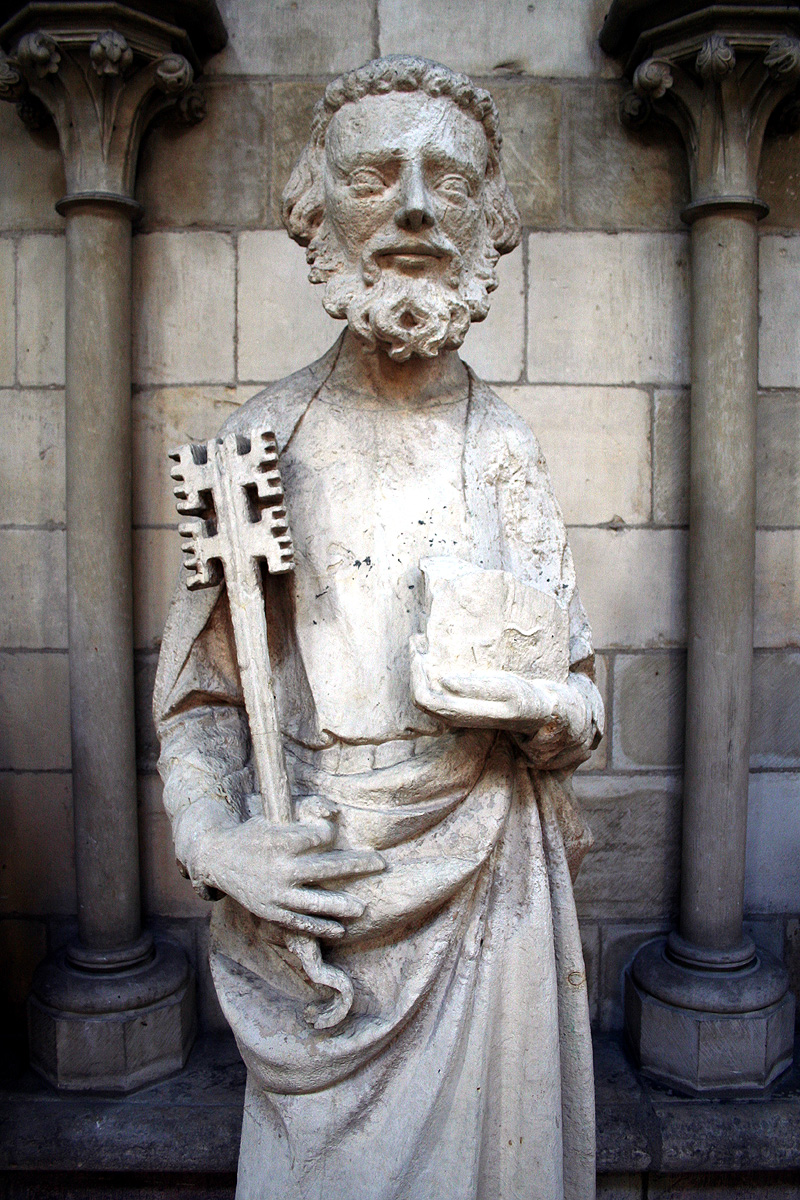
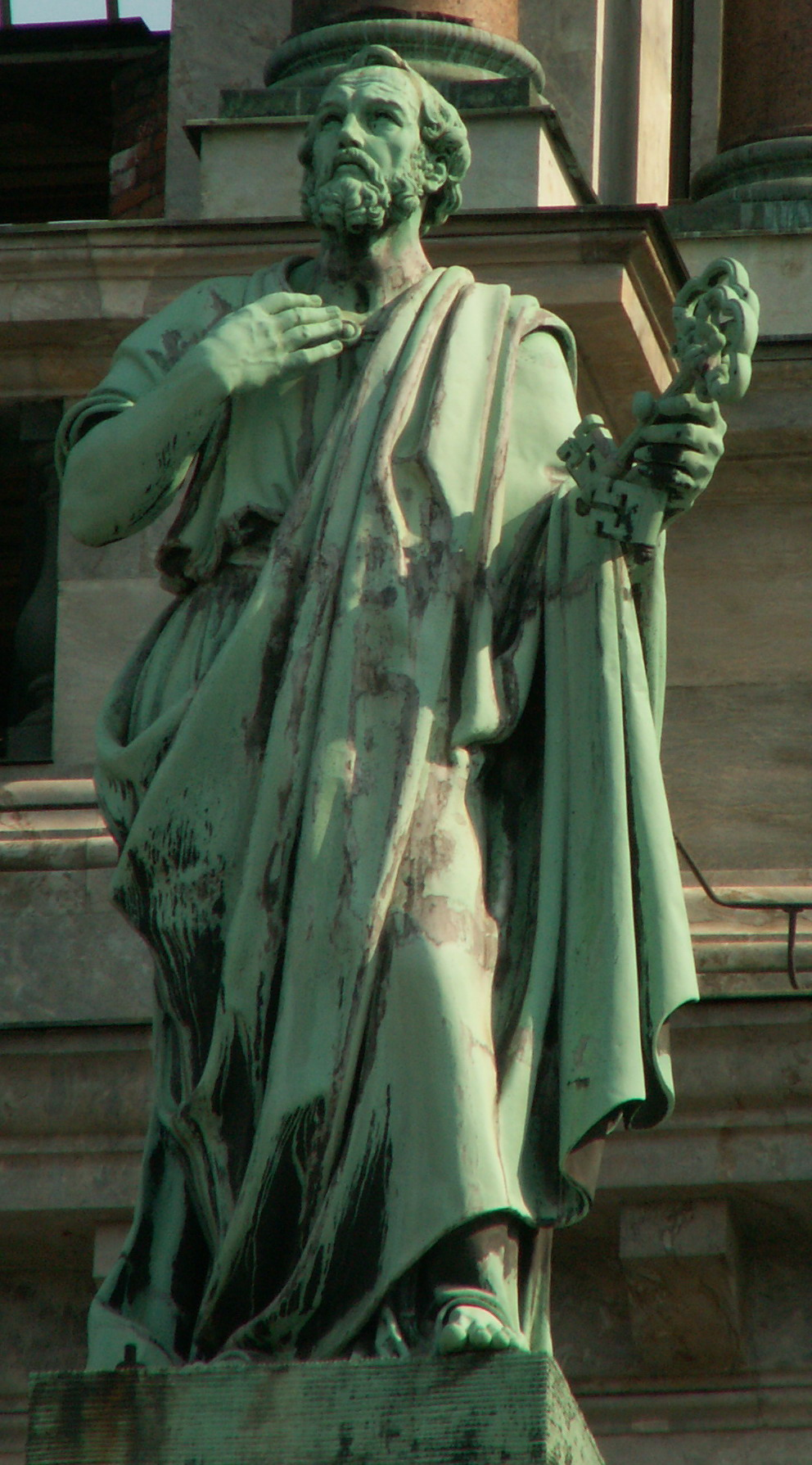
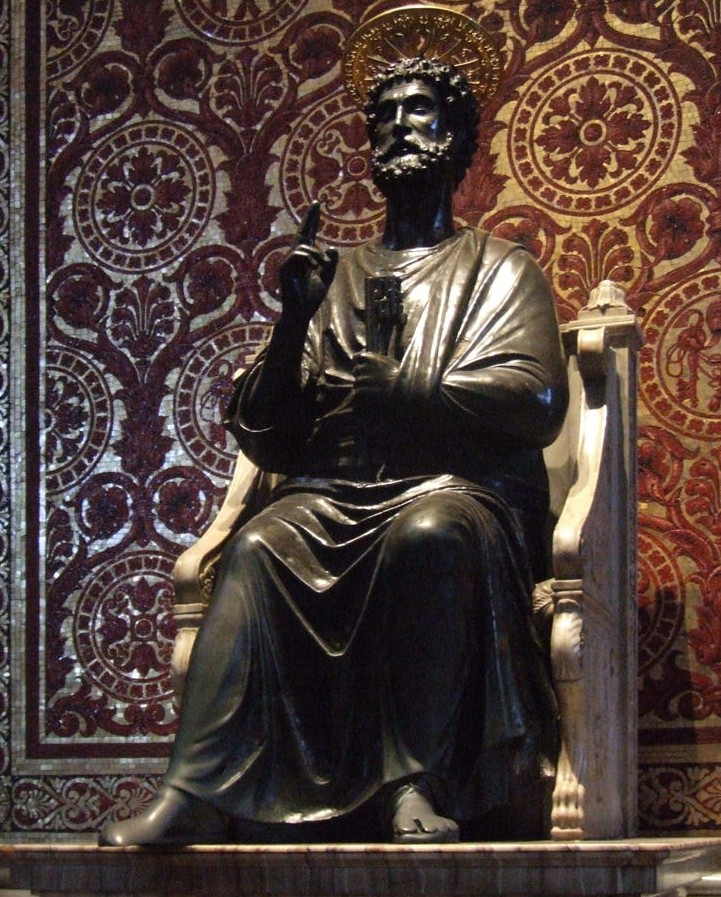

São Pedro é muitas vezes retratado na Igreja Católica e Ortodoxa Oriental com ilustrações segurando uma chave ou um conjunto de chaves. É também notório que a estrutura geral da Basílica de São Pedro (onde estão os ossos do apóstolo) está praticamente em forma de chave; evocando as "chaves" confiadas a São Pedro.

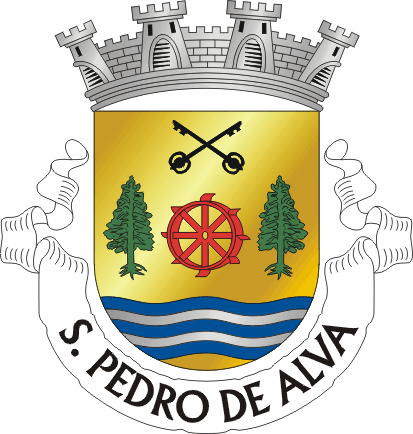
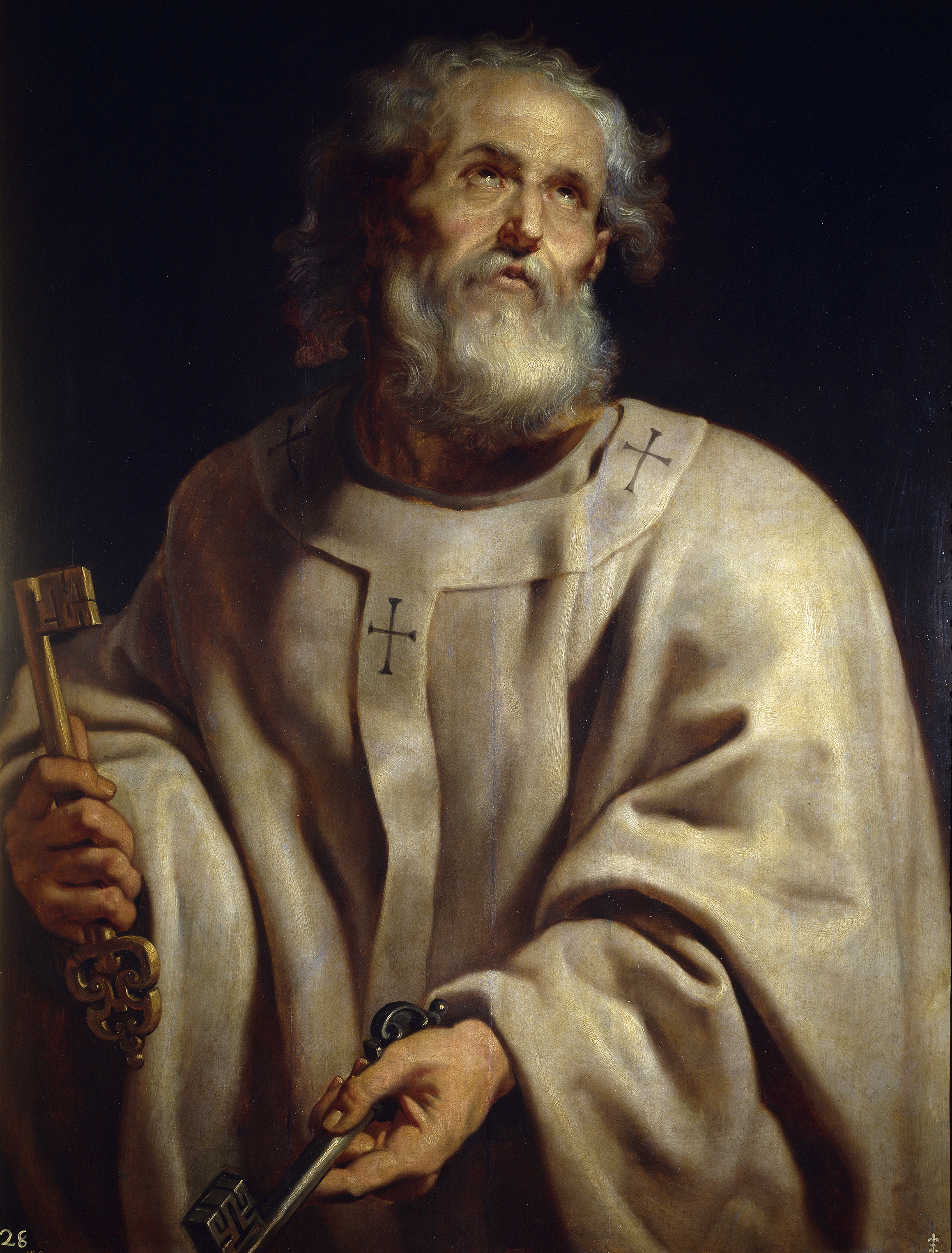
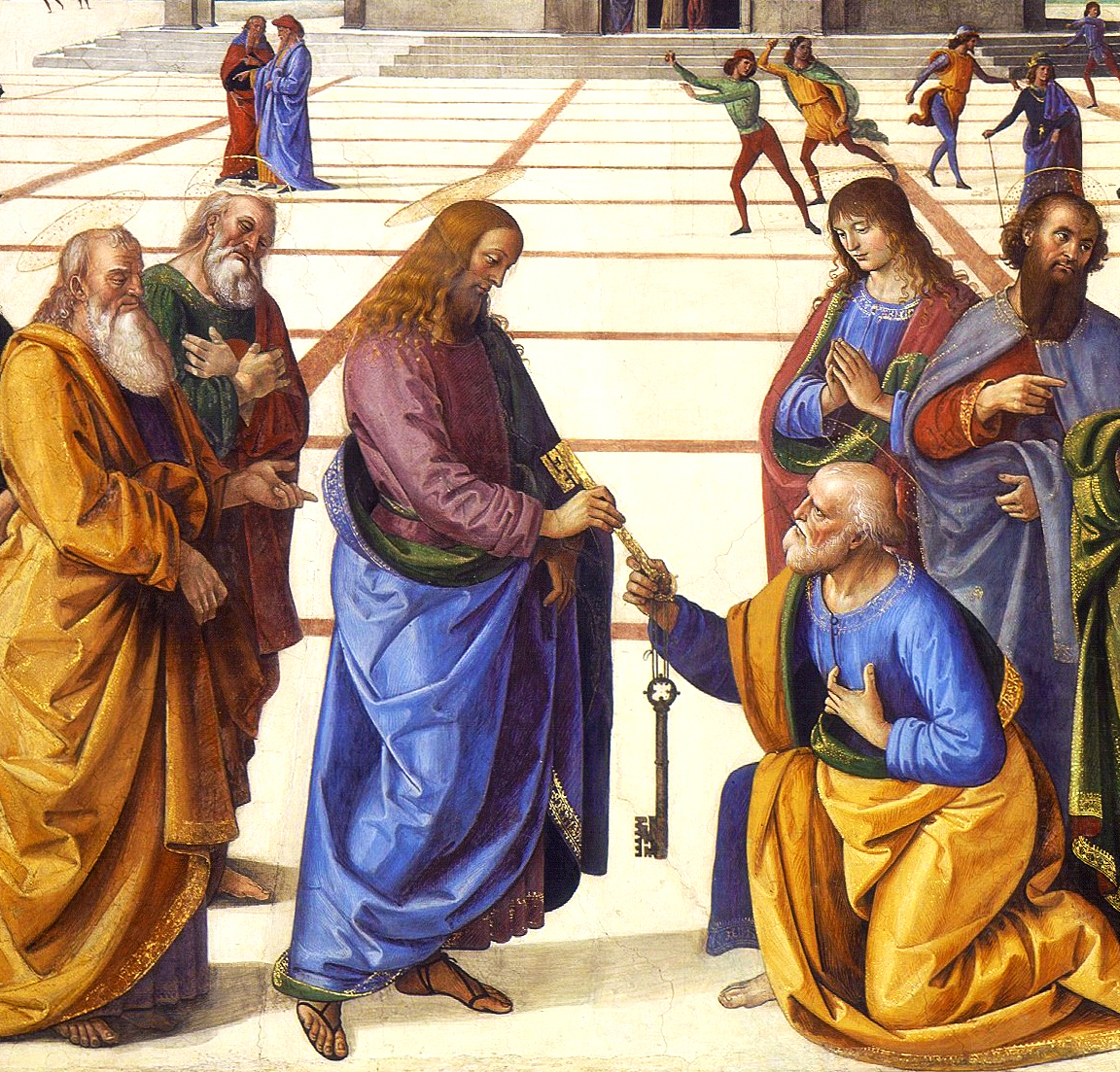
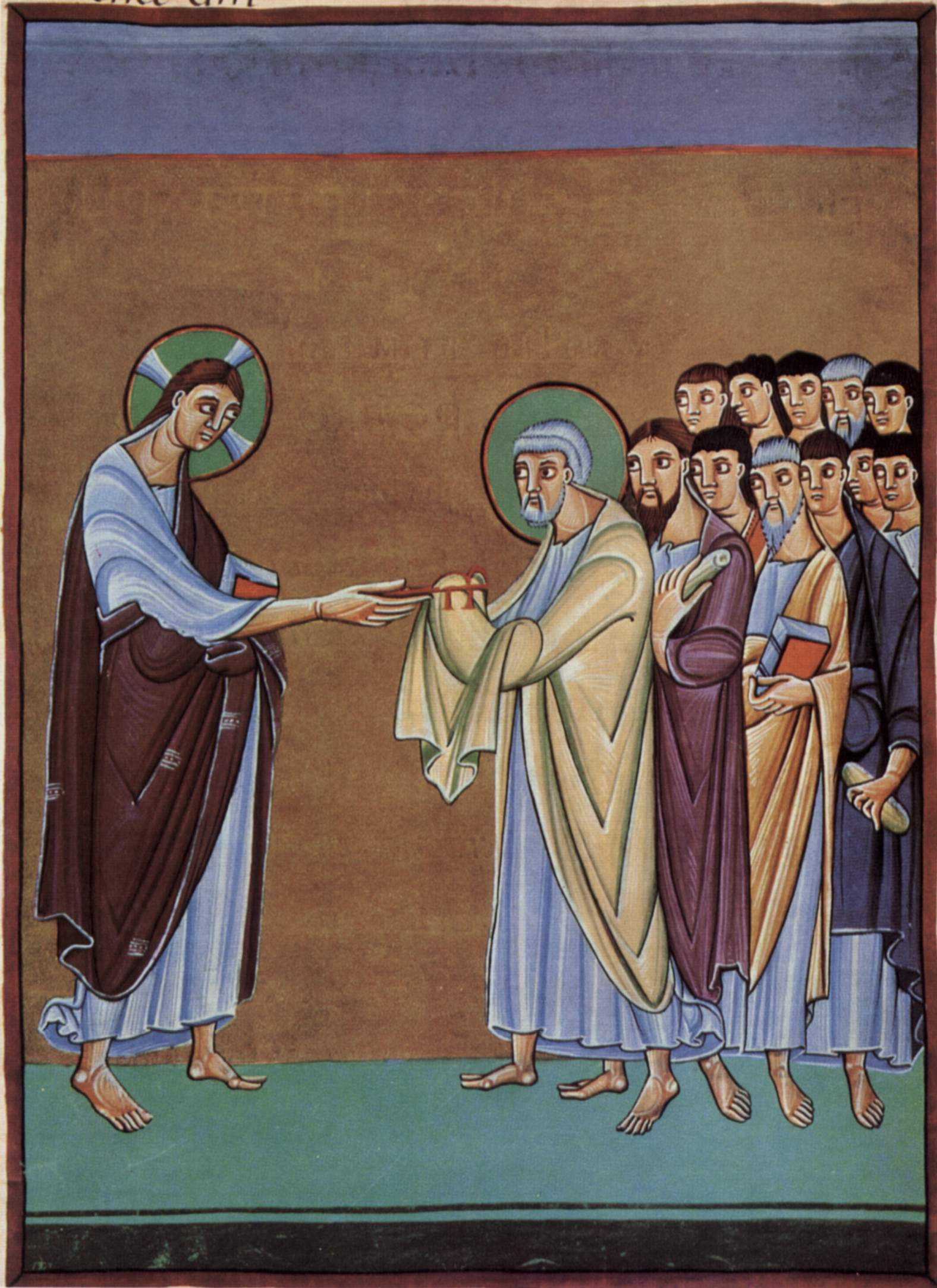
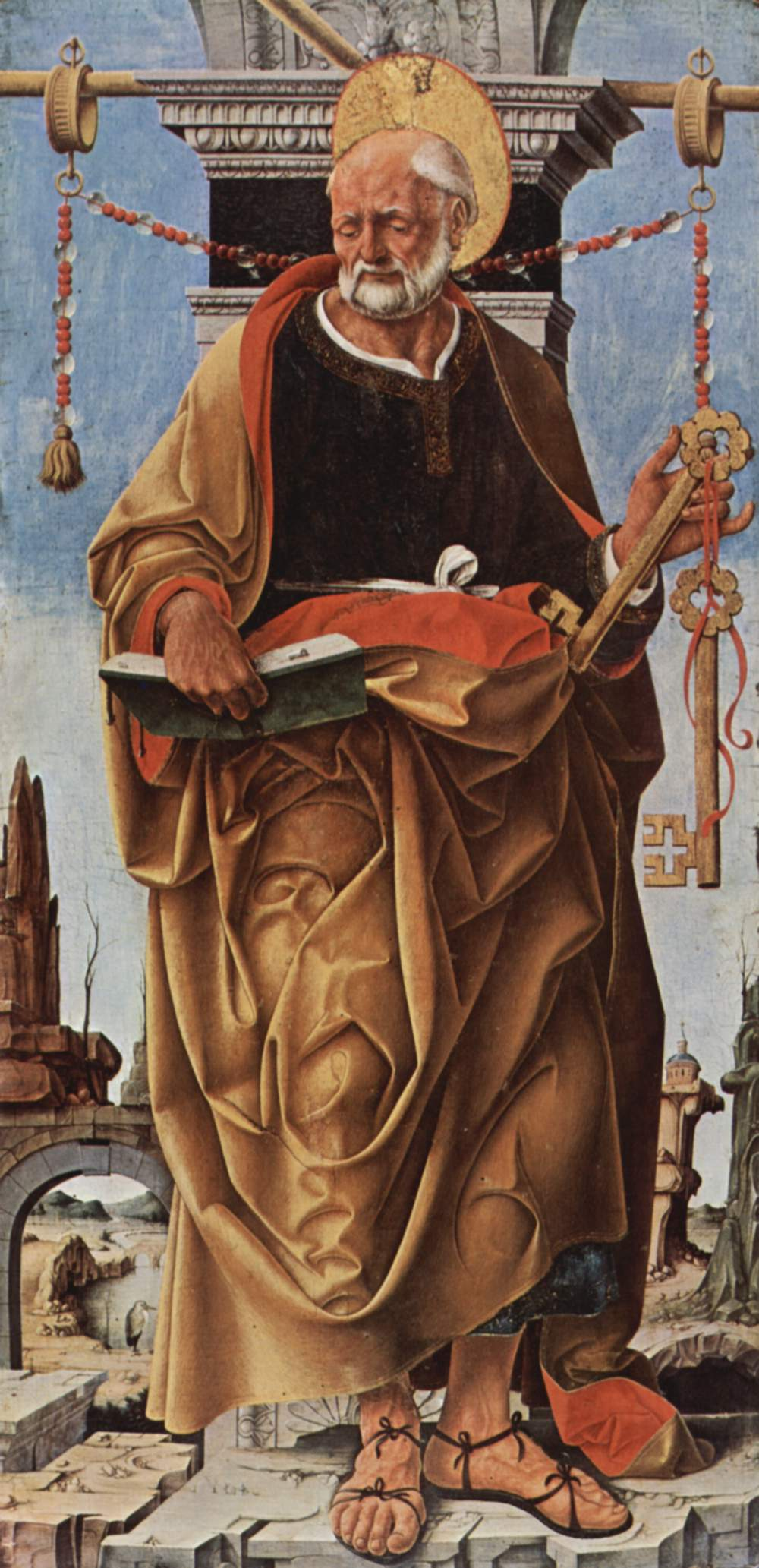
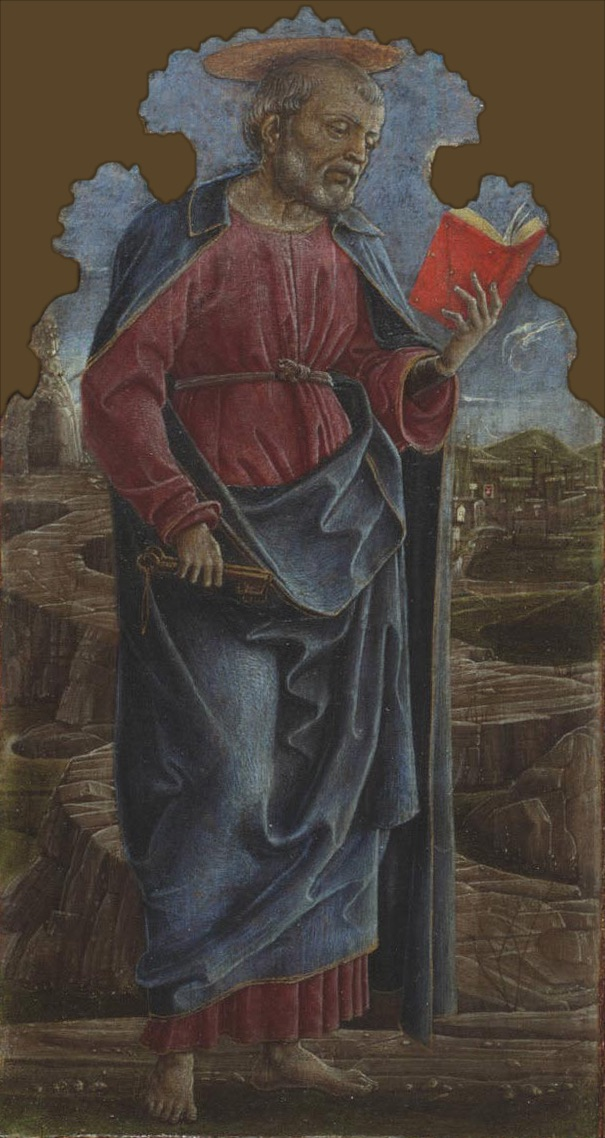
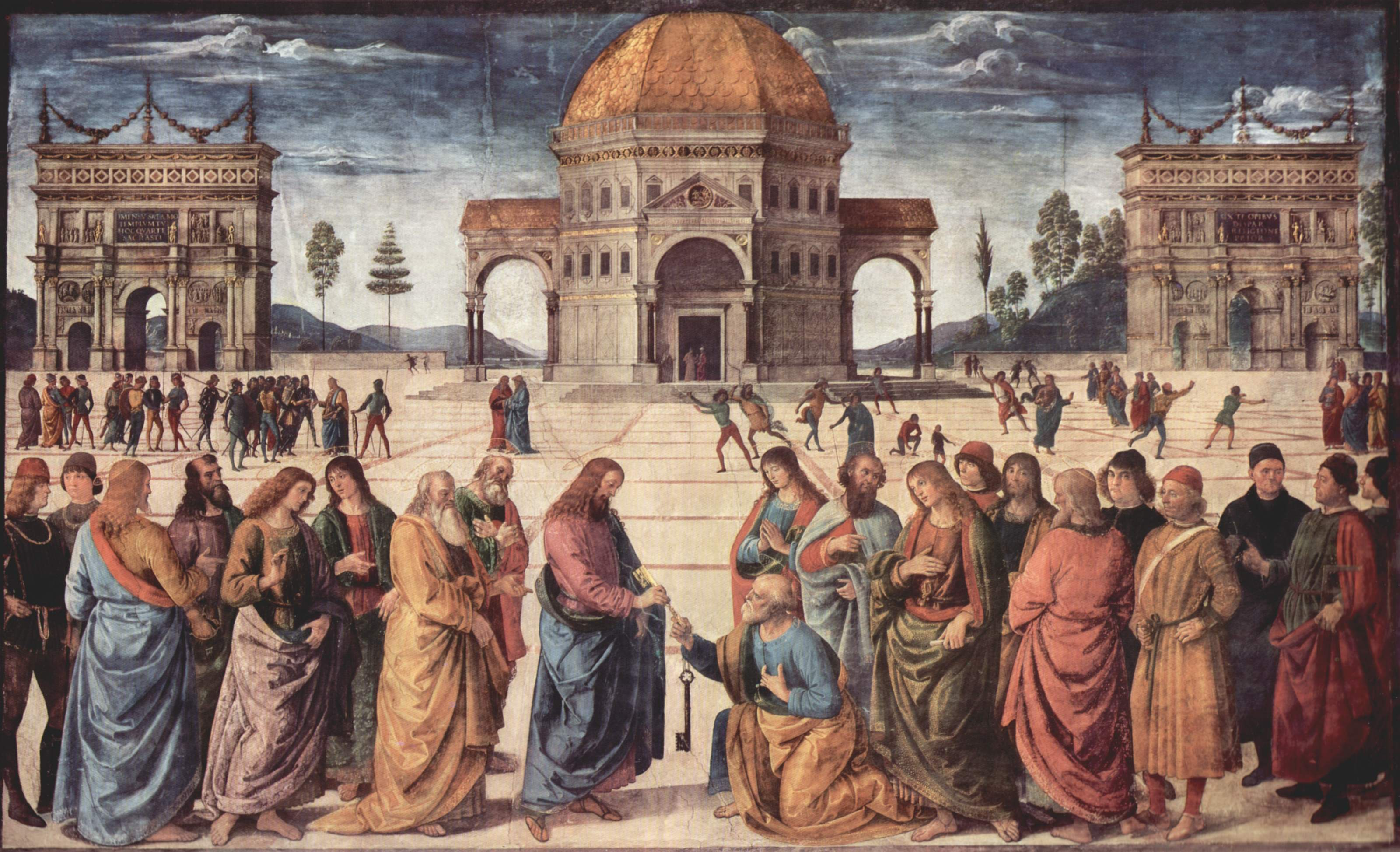
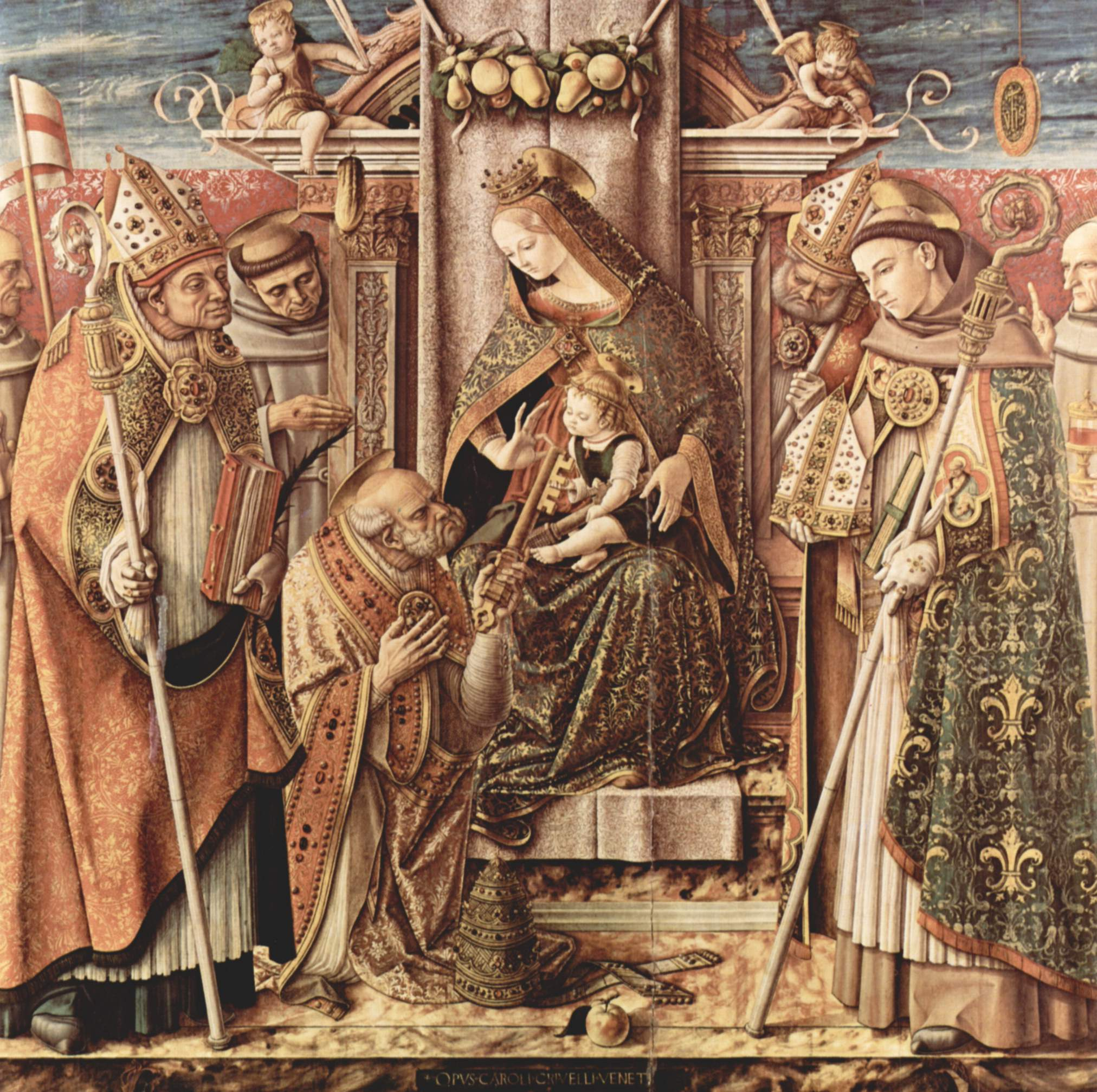
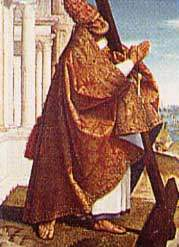
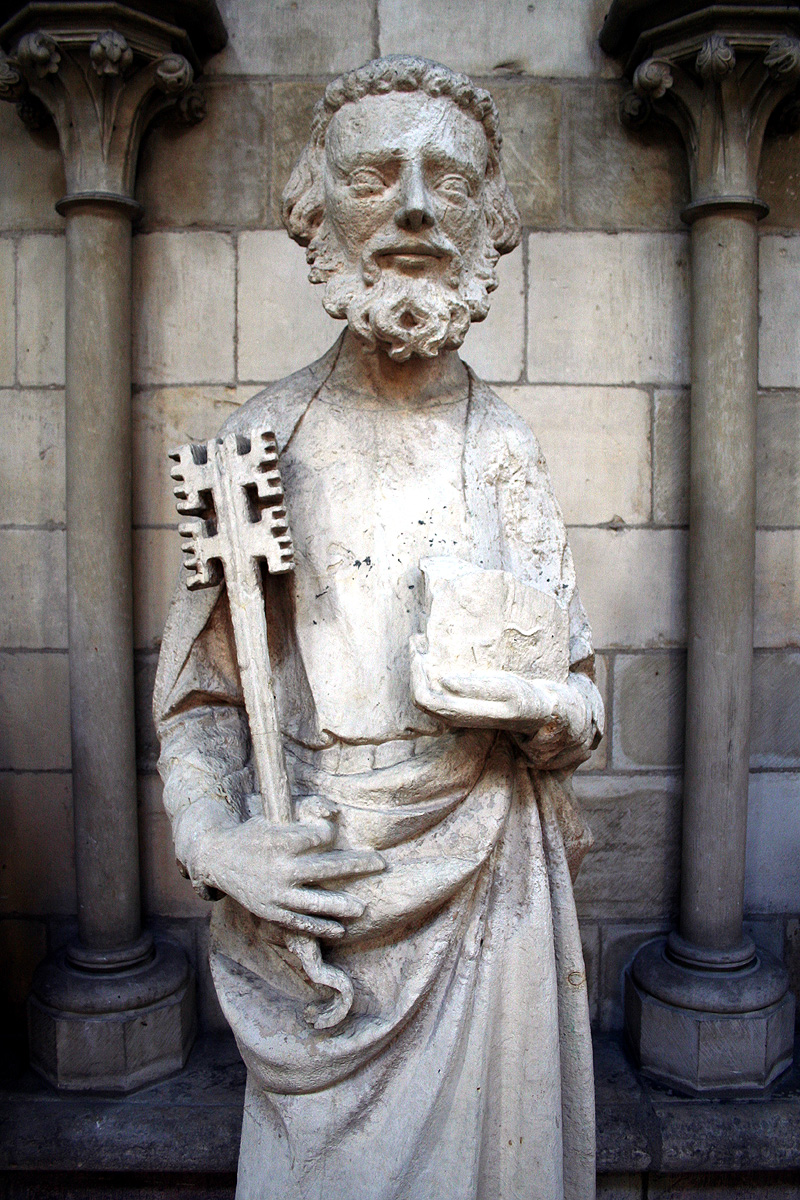
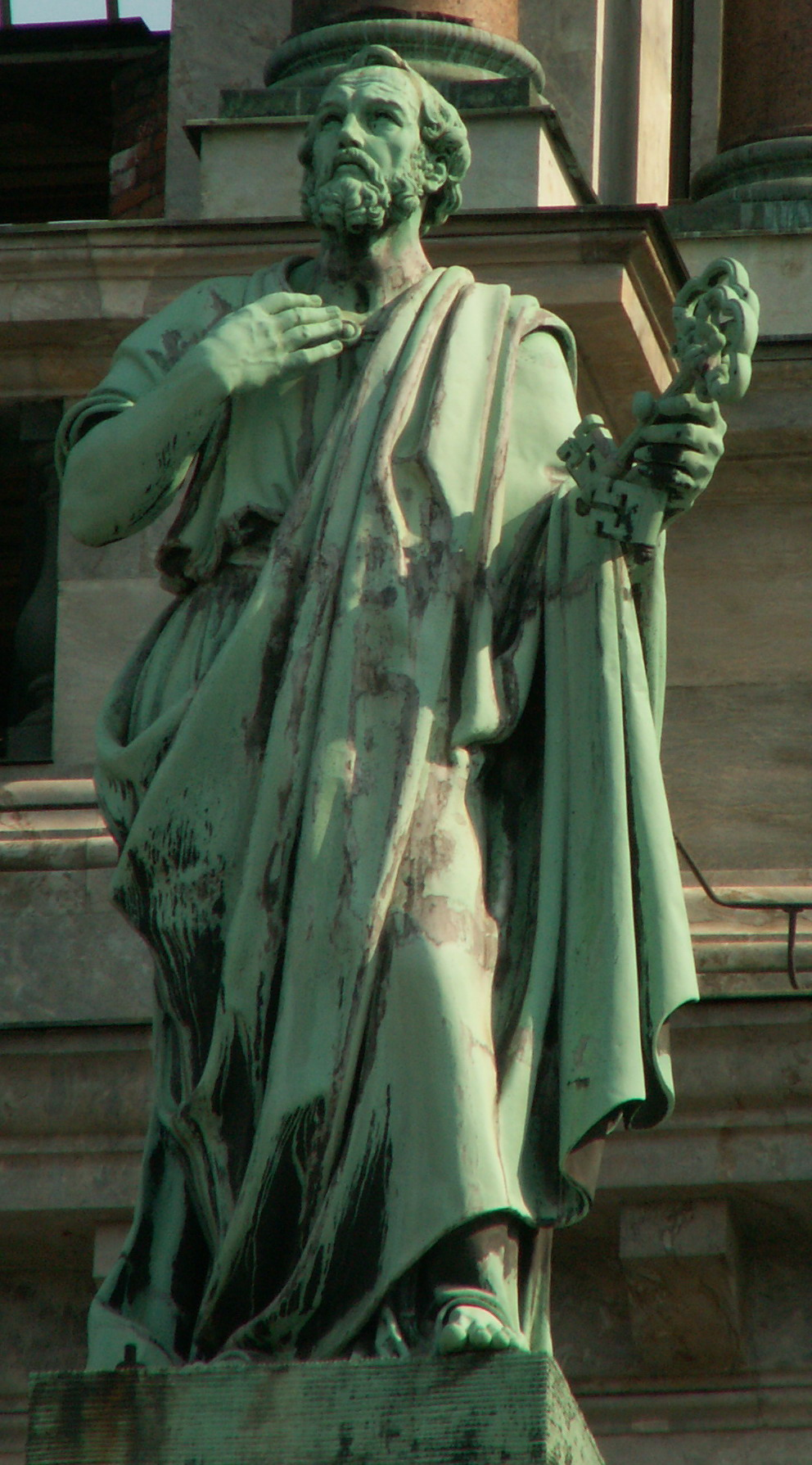